# 黄梅街道
黄梅街道是中华人民共和国江苏省鎮江市句容市下辖的一个街道办事处。

## 行政区划
黄梅街道下辖以下村级行政区划单位：
后莘村、杜家山村、石狮村、河桥村、姚徐村、三台阁社区、三里井社区、西庙社区、杨塘岗社区、赤岗社区、寨里社区、黄梅社区、大卓社区、河滨社区、葛仙社区、黄梅村、莲塘村、后塘村、九华村、南巷村、新塘村、大卓村和下荫村。